# Streptococcus thermophilus
Streptococcus thermophilus er en grampositiv mælkesyrebakterie. S. thermophilus er endvidere fermenterende, og fakultativt anaerob.
S. thermophilus kan vokse synergistisk med Lactobacillus delbrueckii subsp. bulgaricus, og dette ses fx i et produkt som yoghurt. Afhængigt af gældende lokal lovgivning, kan det være påkrævet, at yoghurt indeholder levende celler fra begge nævnte bakterieslægter, hvilket er tilfældet i Danmark.
| Biologi | Spire Denne artikel om biologi er en spire som bør udbygges. Du er velkommen til at hjælpe Wikipedia ved at udvide den. |